# Агнаев, Гастан Амзорович
Гастан Амзорович Агнаев (род. 15 января 1943) писатель, публицист, член Союза писателей СССР (России) с 1976 года, Народный писатель Осетии.
Пришел в литературу в конце 1960-х. На сегодняшний день (2013 год) им издано 16 книг, в том числе около 50 рассказов, более 10 повестей и три романа.

## Биография и творческий путь
Родился 15 января 1943 года в селе Карман-Синдзикау Дигорского района Республики Северная Осетия-Алания.
в десятом классе набрался храбрости, послал в журнал «Мах дуг» один из своих рассказов — рассказ напечатали и он прозвучал по республиканскому радио.
С 1961 по 1963 г. учился на филологическом факультете Северо-Осетинского государственного педагогического института.
С 1963 по 1967 г. служил в Военно-морском флоте, на Балтике.
В 1968 г., когда писателю было всего 25, в издательстве «Ир» увидел свет первый сборник его рассказов — «Кастар чындз» («Младшая невестка»).
В том же, 1968 году он поступил в Литературный институт им. М. Горького.
Работал корреспондентом радио, старшим редактором на Северо-Осетинском телевидении, ответственным секретарем детского журнала «Ногдзау» (Пионер) . С 1984 г. заместитель главного редактора журнала «Мах дуг» (Наша эпоха).
Первой книгой Агнаева, переведенной на русский язык и вышедшей в 1975 году в Москве, в издательстве «Современник», был сборник рассказов «Утро Нового года» с очень теплым предисловием самого Сергея Залыгина.
Издательство «Современник» в 1982 году издало сборник повестей и рассказов «В гостях у сына», а в 1988 году — сборник повестей «Последняя лошадь».

## Произведения
Гастан Агнаев — автор нескольких книг, рассказов, повестей и романов.
- сборник рассказов — «Кастар чындз» («Младшая невестка»), 1968 (на осетинском языке)
- сборник рассказов «Утро Нового года», 1975
- сборник повестей и рассказов «В гостях у сына», 1982
- сборник повестей «Последняя лошадь», 1988
- роман «Младшая дочь Темырха», 2013